# Leon Lee Dorsey
Leon Lee Dorsey (Pittsburgh, 12 maart 1958) is een Amerikaanse jazzbassist (contrabas en elektrische basgitaar) en componist in de bop.
Dorsey studeerde aan Oberlin College, de University of Wisconsin, Manhattan School of Music en City University of New York (bij Ron Carter). Hij speelde met Max Roach, Freddie Hubbard, Horace Silver, Dizzy Gillespie en Stanley Turrentine en begeleidde Frank Sinatra in Carnegie Hall. Hij nam enkele albums op en speelde mee op albums van onder meer Arthur Prysock, Art Blakey, Dakota Staton, Eric Gould, Roscoe Mitchell, Ezra Weiss en Jay Hoggard. Hij speelt tegenwoordig in verschillende bigbands, waaronder het Duke Ellington Orchestra en de band van Charlie Persip.

## Discografie
- The Watcher, Landmark Records, 1995 ('albumpick' Allmusic)
- Song of Songs, Umoja Productions, 1999